# Isole del Giappone

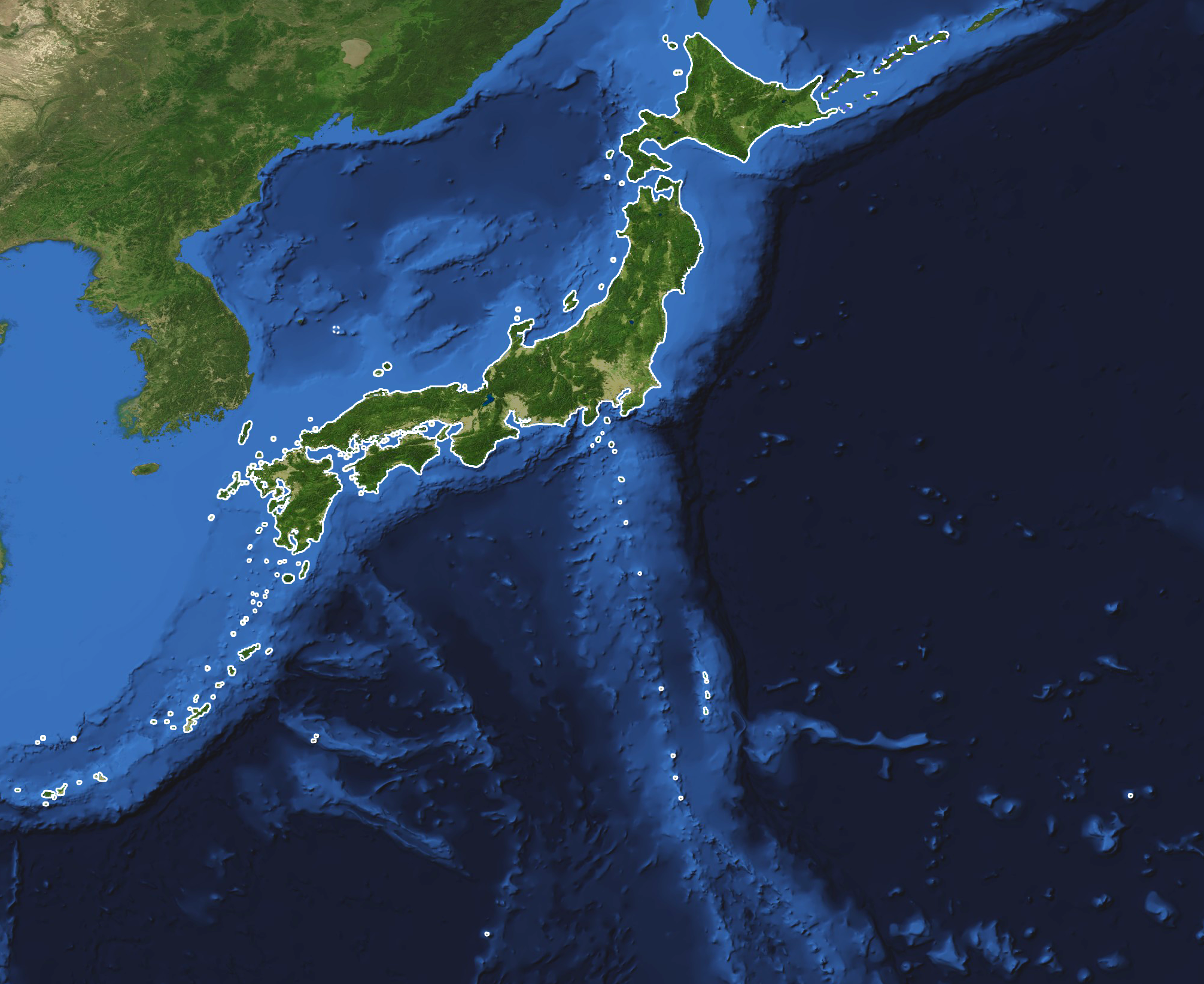
Isole del Giappone

L'arcipelago giapponese è costituito da cinque isole maggiori (da nord a sud Hokkaidō, Honshū, Shikoku, Kyūshū e Okinawa) e da numerose isole minori, per un totale di 14.125 isole, di cui solo 430 sono abitate.
Il territorio giapponese si estende per 377.915 km² (è il 62º Paese al mondo per grandezza), di cui 364.485 km² rappresentano terraferma mentre i restanti 13.430 km² sono occupati dall'acqua.

## Isole maggiori
Il Giappone ha 5 isole principali: Hokkaidō, Honshū, Kyūshū, Shikoku e Okinawa.
| Mappa | Nome     | Superficie (km²) |
| ----- | -------- | ---------------- |
|       | Hokkaidō | 77.984,86        |
|       | Honshū   | 227.976,10       |
|       | Shikoku  | 18.301,17        |
|       | Kyūshū   | 36.753,00        |
|       | Okinawa  | 1,206.99         |

## Lista delle isole minori del Giappone
Escluse le cinque isole principali, il Giappone conta 6.847 isole minori. Le principali vengono elencate di seguito:

### Isole del Territorio del Nord
- Etorofu
- Habomai
- Kunashiri
- Shikotan

### Isole nel Mar del Giappone
- Rocce di Liancourt (contese con la Corea del Sud)
- Oki
- Okushiri
- Rishiri
- Rebun
- Sado
- Terui
- Isla Todo
- Yagishiri

### Isole nell'Oceano Pacifico
- Isole Izu
  - Aogashima
  - Hachijō
  - Izu Ōshima
  - Kōzu
  - Miyake
  - Mikura
  - Nii-jima
  - Shikine
  - Toshima
- Isole Ogasawara
  - Chichi
  - Haha
  - Iwo
  - Minami Torishima
  - Okino Torishima
- Enoshima

### Isole nel Mare Interno di Seto
- Awaji
- Etajima
- Itsukushima (anche nota come "Miyajima")
- Shōdoshima
- Aoshima (Ehime) (conosciuta anche come isola dei gatti)

### Isole attorno Kyushu
La maggior parte nel Mar Cinese Orientale:
- Amakusa
- Isole Gotō
- Hirado
- Hashima
- Iki
- Koshiki
- Tsushima

### Isole Ryukyu
- Isole Amami
  - Amami Ōshima
- Isole Ōsumi
  - Yaku
  - Tanegashima
- Isole di Okinawa
  - Isola di Okinawa
- Isole Sakishima
  - Isole Miyako
    - Miyako

  - Isole Yaeyama
    - Iriomote
    - Ishigaki
- Isole Senkaku (contese con Cina e Taiwan)

### Isole artificiali
- Aeroporto Internazionale di Chūbu-Centrair
- Dejima
- Aeroporto internazionale del Kansai
- Aeroporto di Kobe
- Odaiba
- Isola Port
- Isola Rokkō